# 阿尔塔霍纳
阿尔塔霍纳（西班牙語：Artajona）是西班牙纳瓦拉的一个市镇。总面积67平方公里，总人口1721人（2001年），人口密度26人/平方公里。